# Imperio Nuevo de Egipto
El Imperio Nuevo de Egipto fue el periodo histórico que comienza con la reunificación de Egipto bajo Amosis I (c. 1550 a. C.) y que termina hacia el 1070 a. C. con la llegada al trono de los soberanos de origen libio. Lo componen las dinastías XVIII, XIX y XX. Transcurre entre el Segundo periodo intermedio, y el Tercer periodo intermedio de Egipto. Las dos últimas dinastías, XIX y XX, se agrupan bajo el título de Período Ramésida.

## Primeras campañas militares
Ahmose I (1550-1525 a. C.), a pesar de ser descendiente directo de los gobernantes de la XVII dinastía tebana, es considerado el primer soberano de la dinastía XVIII porque fue el unificador de Egipto. Este rey prosiguió su actividad militar en Asia, al poco tiempo tomó la ciudad de Sharuhen (en la actual franja de Gaza). Esta región tenía gran importancia geopolítica y económica, ya que controlaba el principal paso de Egipto hacia el norte, en la franja costera. Es muy probable que las primeras campañas asiáticas de Ahmose estén relacionadas con las operaciones militares contra los hicsos, las ciudades del Canaán meridional parece ser que estaban en el área de influencia de Avaris.
Las guerras contra los hicsos y en Asia permitieron la formación de un ejército organizado y veterano. La mayor ocupación de los primeros reyes de la dinastía XVIII fue continuar la obra de Ahmose, es decir, lograr la imposición militar tanto en Nubia como en el Levante, como en el caso de su hijo, Amenhotep o Amenofis I (1524-1504 a. C.), que extendió la frontera más allá de los límites del reinado anterior.
El sucesor de Amenhotep, Thutmose o Tutmosis I (1504-1492), realizó importantes incursiones sobre Canaán y Siria, llegando hasta el Éufrates.

## Economía

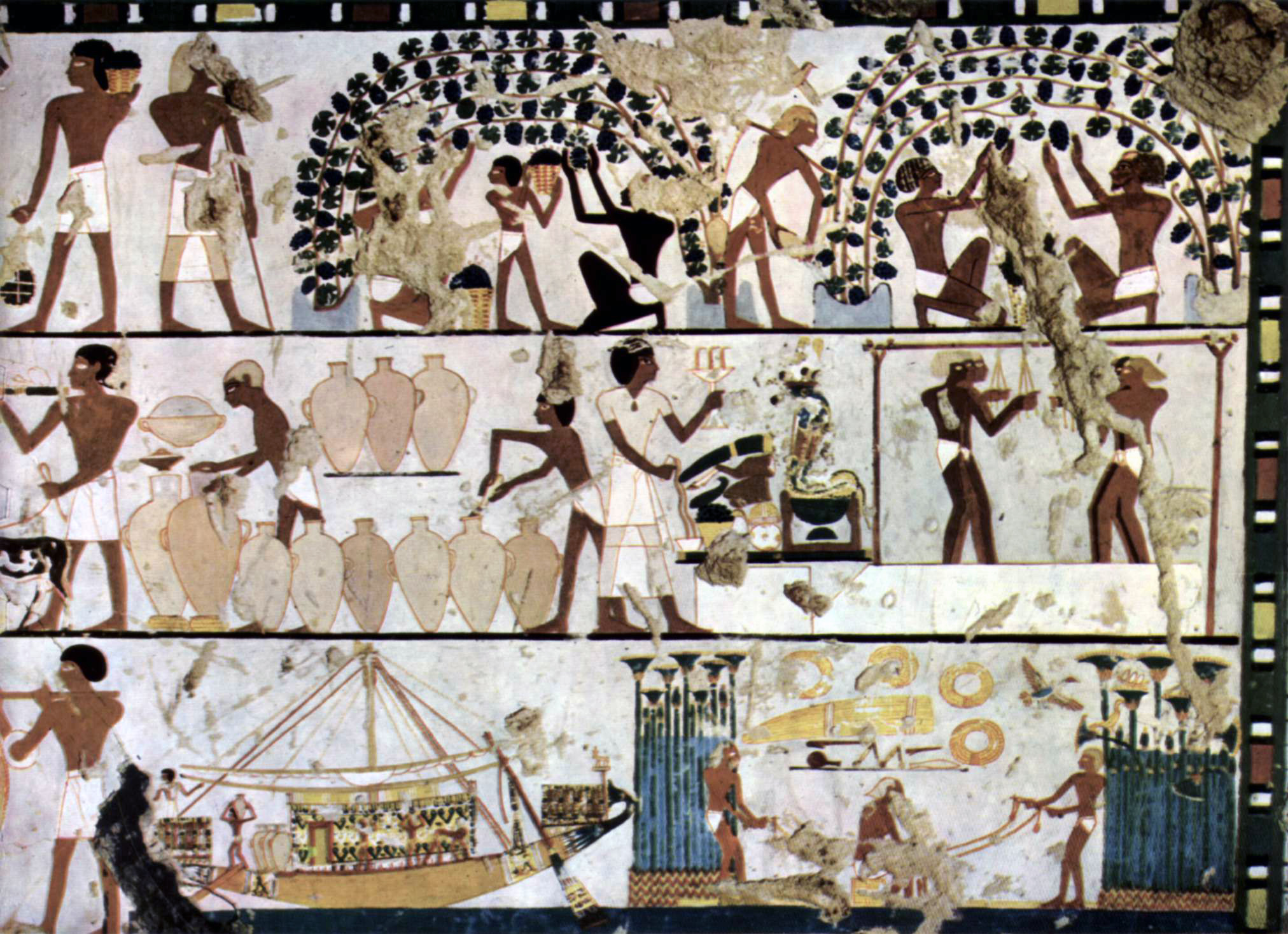
Trabajadores egipcios. Pintura en una tumba Tebana.

Las campañas militares, además de proveer gran cantidad de tributos, posibilitaban la expansión económica. Las explotaciones mineras eran organizadas directamente por el gobierno faraónico y protegidas mediante presencia militar. Entre ellas destacan:
- De oro, piedra y diorita (utilizada esta última para la elaboración de esculturas) de Nubia. El gobernador egipcio de Nubia poseía el título de "supervisor de las minas de oro de Amón".
- De cobre y de piedras preciosas (turquesa) del Sinaí.
- De oro, pórfido y alabastro en el desierto Oriental.

Es interesante la elección de los "dioses protectores" de las explotaciones mineras: Amón, muy popular en Nubia, de las de oro de dicho país, y Hathor de las de turquesa del Sinaí. La riqueza minera era monopolizada por el gobierno, que la utilizaba para la construcción y reparación de edificios públicos, especialmente templos, palacios y necrópolis, de modo destacado en Tebas. Era común sepultar a los reyes y los miembros de la familia real en la capital, así es como la necrópolis real se situó frente a Karnak, a la altura de Tebas, pero en la margen occidental del Nilo, o sea, la opuesta.
Estaba en auge el comercio a gran escala, con Asia o con otros puntos del Mediterráneo Oriental que, por otra parte, no se había interrumpido en ningún momento ante la presencia hicsa en el delta durante el Período Intermedio. Hay pruebas de que el comercio a través del mar Rojo y el océano Índico alcanzó gran desarrollo. Las fuentes egipcias mencionan intercambios con Punt (identificado en la actual Somalia), y se hallaron objetos egipcios de la dinastía XVIII en la región ecuatorial de África oriental que, si no significa el alcance de las expediciones comerciales egipcias, atestigua el desarrollo comercial de los pueblos de la cuenca del Índico.

## Reinados de Tutmosis II a Tutmosis IV
Tutmosis II o Tutmose II (1492-1479), el hijo de Tutmose I, tuvo que aplastar una sublevación en Nubia durante sus primeros años de reinado, reforzar sus posesiones en el Sinaí y detener invasiones de beduinos, en la frontera con Arabia. El traspaso de mando era aprovechado por las regiones sometidas para rebelarse, pues era un momento de debilidad de la monarquía. La sucesión de Tutmose II resultó conflictiva. La legitimidad del faraón se lograba mediante el matrimonio de este con su hermana; así, en este caso en particular, se buscaba mantener pura la descendencia de la familia del fundador Ahmose I. Pero durante la dinastía XVIII no hubo —en la mayoría de los casos— descendencia masculina de la unión entre hermanos, así que los reyes llamados Tutmose (I, II y III) son hijos de esposas secundarias. 
Esto posibilitó, tras la muerte de Tutmose II sin descendencia legítima masculina (tampoco él era estrictamente legítimo en el sentido de que era hijo de una esposa secundaria), la ascensión de Hatshepsut, su hermanastra y esposa real, cuya sangre era más pura. Hatshepsut, con el apoyo del clero de Amón, se proclamó faraón (1473-1458), relegando a Tutmose III, hijo de Tutmose II. La coronación de una mujer como faraón era un caso atípico pero tenía precedentes. En el reinado de Hatshepsut se sitúa el auge del comercio con Punt, vía Mar Rojo. El principal interés era el incienso utilizado para los rituales egipcios. Incluso Hatshepsut logró producir incienso en el propio Egipto.

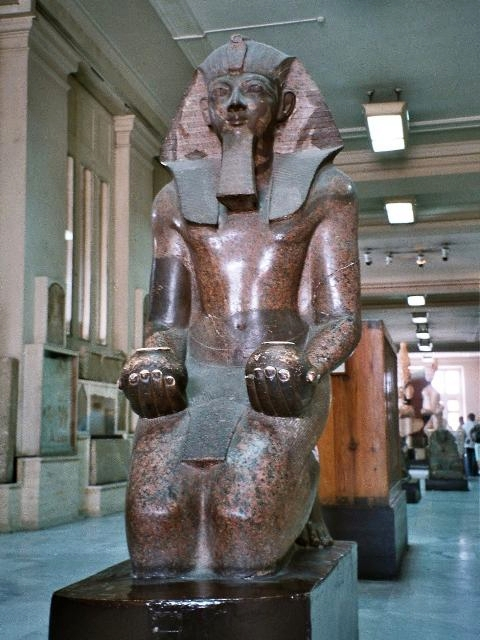
Hatshepsut, Museo Egipcio, El Cairo.

Muerta Hatshepsut, Tutmose III o Tutmosis III (1479-1425), hijo de Tutmose II, comenzó a reinar de hecho. Según algunos autores fue quien eliminó las referencias a Hatshepsut en los templos. Desde el comienzo de su reinado tuvo que enfrentarse a sublevaciones en Siria, patrocinadas por el reino hurrita de Mitani (en el norte de la Mesopotamia). Derrotó a la confederación siria comandada por Kadesh en las cercanías de Meggido (Canaán), sorprendiéndolos por la retaguardia, y luego tomó la ciudad. Fortaleció su poder en Canaán, y siguió hacia Siria, donde tomó diversas ciudades sirias pro-hurritas, llegando incluso a cruzar el Éufrates. La arqueología muestra para esta época grandes destrucciones en las ciudades de Canaán y Siria que pueden haber sido provocadas por las campañas de Tutmose. Además realizó unas cuantas expediciones militares más en Nubia. Las campañas de Tutmose III acumularon gran cantidad de botines y tributos, incluso de potencias extranjeras, como Chipre, Creta, Babilonia y Hatti. Construyó templos en Karnak (cerca de Tebas, al sur), y en Heliópolis y Menfis (al norte).
Durante el reinado del hijo de Tutmose III, Amenhotep o Amenofis II (1427-1400), se recrudeció la guerra con Mittani. Este soberano realizó una campaña en la que recibió tributo de Mittani y de Hatti (hititas, reino de la actual Turquía central). Las campañas periódicas de los faraones de la XVIII dinastía parecen estar dirigidas a lograr el reconocimiento y tributo de las ciudades estados de Siria y Canaán, y de potencias extranjeras (mediante la fuerza o la intimidación), intentando además mermar la influencia de Mittani; no se trataba de enfrentamientos directos entre las dos potencias (Egipto y Mittani).
Con Tutmose IV (1400-1390), comenzó un período de paz, con alianzas matrimoniales entre los reyes hurritas y egipcios, y se fortaleció la posición en Nubia y el Levante. Tutmose IV hizo construir gran cantidad de templos —especialmente en el norte— dedicados al culto solar (Ra), para contrarrestar el poder del culto al dios Amón, concentrado este en la capital, Tebas.

## Administración y diplomacia durante los reinados de Amenhotep III y Ajenatón
El ministro Amenhotep (hijo de Hapu) es un buen ejemplo de una carrera política ascendente durante el reinado de Amenhotep III, el cual destaca por su organización y estabilidad, siendo considerado el apogeo de la dinastía XVIII.
En cuanto al gobierno de las posesiones extranjeras, en Nubia había un gobernador egipcio; en cambio en Asia la hegemonía egipcia se basaba en relaciones entre el gran rey (de Egipto) y el pequeño rey vasallo (de cada una de las ciudades asiáticas), además había tres provincias con gobernador egipcio. Estas eran, de sur a norte: Canaán (con gobernador en Gaza), Apu (en Kumidu) y Amurru (en Simurru).
Con Tutmosis IV, y en especial en el reinado de su hijo Amenofis o Amenhotep III (1390-1355), comenzó un período en el cual las relaciones internacionales con las potencias asiáticas (Mittani, Asiria, Babilonia, Hatti, Chipre) se desarrollaron en general amistosamente. Las Tablillas de Amarna, halladas en la que fue la ciudad de Ajetatón, (la capital de Amenhotep IV), son la principal fuente para estudiar las relaciones diplomáticas durante los reinados de Amenhotep III y Amenhotep IV. Algunas atestiguan el intercambio de princesas (para ser casadas con el rey o con miembros de la realeza) y de "presentes" (una especie de comercio entre las casas reales). Otras, como ya se mencionó, reseñan las relaciones del faraón con sus pequeños vasallos del Levante. Acerca de esto último, los soberanos asiáticos que mantenían relaciones diplomáticas con Egipto, se quejaban de que los pequeños reyes vasallos del faraón robaban sus caravanas.

## Ajenatón y sus sucesores

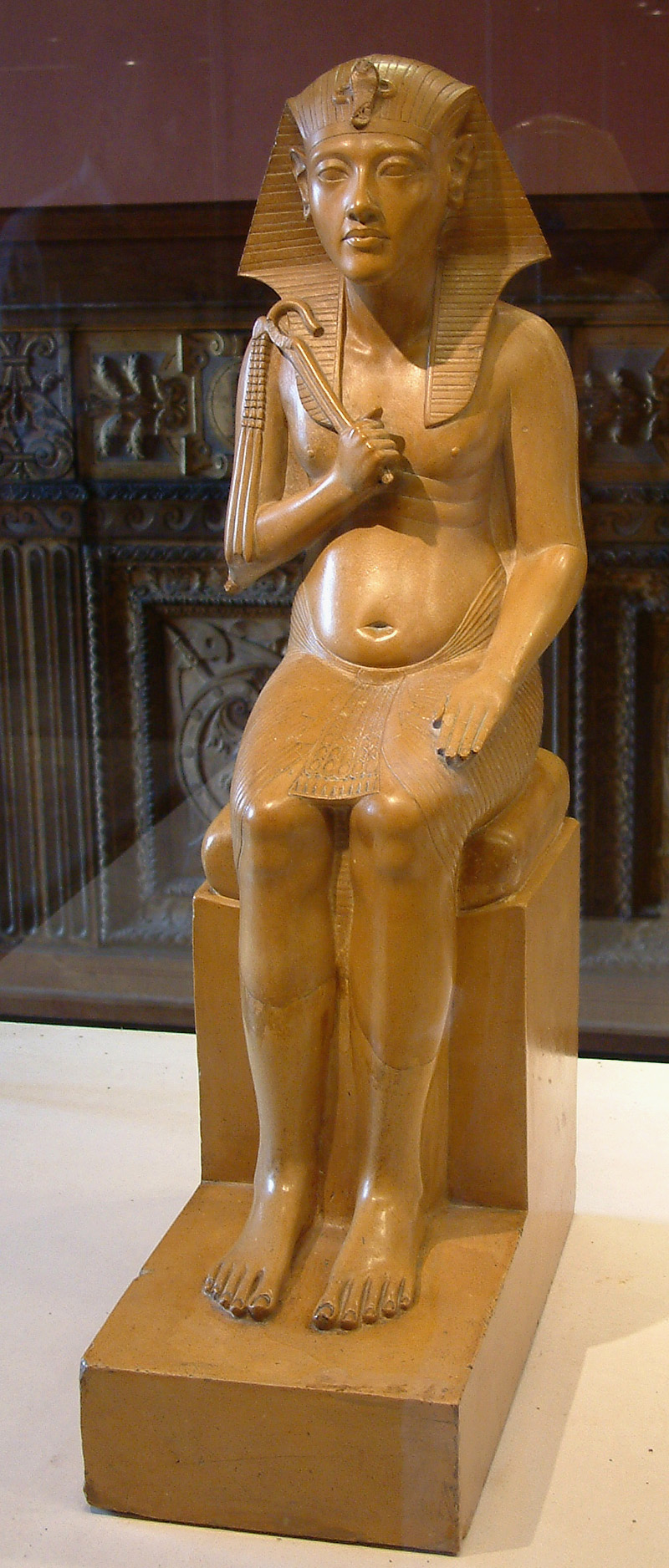
Ajenatón, Louvre.

Al fallecer Amenhotep III, lo sucedió su hijo Amenhotep IV (1352-1335), que cambió su nombre a Aj-en-Atón (servidor de Atón), y la capital pasó de Tebas a Ajetatón (horizonte de Atón). A los pocos años de su reinado abandonó Tebas, donde el clero era más poderoso que el propio rey, y fundó una nueva capital en el Egipto Medio, llamada Ajetatón, situada en la actual Amarna. A partir de ese momento se recrudeció la persecución contra el amonismo, no solo dentro de los sacerdotes tebanos, sino los de otras regiones egipcias, y hacia a la población. Se impuso de forma obligatoria el culto a Atón, y se suprimieron todos los demás dioses, llegando a una forma de monoteísmo. Además, se comenzó a destruir templos e imágenes y, sobre todo, a borrar los nombres de las demás divinidades.
Hacia el final de su reinado la situación, incluso dentro de la misma corte de Amarna, era caótica. Al parecer, Ajenatón estaba más interesado en temas religiosos o artísticos que en la administración del Estado. Ay, un funcionario de la corte, había alcanzado gran influencia. Tras la muerte de Ajenatón, lo sucedió primero Semenejkara (1338-1336). No se sabe gran cosa de este personaje, incluso se duda sobre su identidad: tal vez se tratara de un pariente de Ajenatón (¿su hermano?); en cambio hay quien afirma que se trata de la reina de Ajenatón, Nefertiti, y luego su hijo Tut-anj-Atón, todavía menor de edad, ocupando el gobierno efectivo de este último el visir: Ay. Tutanjatón cambió su nombre al de Tutankamón, volviendo a la religión de Amón, en alianza con el clero.

## Expansión hitita
Hatti (reino de Anatolia central), al verse acorralado por sus vecinos, tuvo que basarse en su capacidad militar para sobrevivir como estado. Pronto surgieron reyes militarmente fuertes que dieron fin a una serie de crisis dinásticas. El más destacado de ellos fue Suppiluliuma I, quien conquistó Cilicia (región costera de la actual Turquía en la frontera con Siria), entrando entonces en contacto con la esfera de influencia de Mittani. Suppiluliuma evitó una guerra de posiciones con los hurritas invadiendo Mittani por el norte, y en los años siguientes tomó o redujo a vasallaje a las ciudades-estado sirias, la mayoría dependientes de Mittani. Más tarde logró instalar un rey pro-hitita en Mittani, apareciendo a su vez otro enemigo de los hititas apoyado por la vecina Asiria. Esto significó la definitiva decadencia de Mittani.
El imperialismo hitita se caracterizaba por su interés de conquista permanente de las ciudades-estado de Siria. Por ejemplo, Karkemish, una de las ciudades que más resistencia opuso, en los siglos siguientes a la disolución del Imperio Hitita fue uno de los más importantes estados neohititas (de herencia político cultural hitita). Entre los pequeños estados pasados a Suppiluliuma había varios vasallos de Egipto: Kadesh, Amurru y Ugarit. Aunque Ugarit se hallaba distante de Egipto y era solo un vasallo nominal, en Amurru había un gobernador egipcio permanente. Más tarde los hititas avanzaron hacia el sur, alcanzando la zona de Damasco.
La expansión hitita sobre el área de influencia egipcia se explica en primer lugar por su capacidad militar y porque coincide con las reformas de Ajenatón, parece estar demostrado que ellas trajeron conflictos internos durante el reinado del propio faraón y, con seguridad, tras su muerte. A esto se suman las desuniones políticas en la misma corte: se sabe, según fuentes hititas, que un miembro femenino de la familia real egipcia (en el período inmediatamente posterior a la muerte de Ajenatón) pidió a Supiluliuma una alianza matrimonial, y que el hijo del rey hitita enviado a Egipto con este objeto fue asesinado.

## Época Ramésida (Dinastías XIX y XX)
El chaty Jeperjeperura Ay sucedió al joven Tutankamón, proclamándose rey (1327-1323) y dando fin a la dinastía XVIII. Ahí fue reemplazado por Horemheb (1323-1295), personalidad salida del ejército. De él se conocen unos edictos que intentan poner orden con mano dura. Es probable su participación en las anteriores guerras contra los hititas; se sabe que realizó durante su reinado expediciones contra ellos y que fue derrotado. Horemheb murió sin descendencia, por lo que el trono pasó a Ramsés I (1295-1294), que era visir y un destacado general del ejército. Ramsés I, al parecer, pertenecía a una familia de origen hicso de Avaris. Su reinado duró apenas un año, pero fundó la dinastía XIX. La mayoría de sus miembros, tal como Ramsés, fueron comandantes del ejército del faraón anterior y sus corregentes.
A Ramsés lo sucedió su hijo Sethy I (1294-1279). Su reinado continuó la pacificación de las regiones fronterizas, completamente dejadas de lado durante el reinado de Akenatón. Reconquistó gran parte de Canaán, y realizó expediciones en Siria, bajo el poder hitita, y en Libia.
Muerto Suppiluliuma I, rey de Hatti, la influencia hitita se había estabilizado en Kadesh, no obstante Egipto había recuperado Amurru. No se puede establecer un límite exacto del poder de las dos potencias (Egipto y Hatti). Dos imperios de expansión y poder similar en la región, y en pleno conflicto (como pasaba en esa época con los egipcios y los hititas), significaba la plena decadencia de las ciudades, fundamentalmente porque las guerras dificultaban el paso de las caravanas y desestabilizaban la situación política de las ciudades.

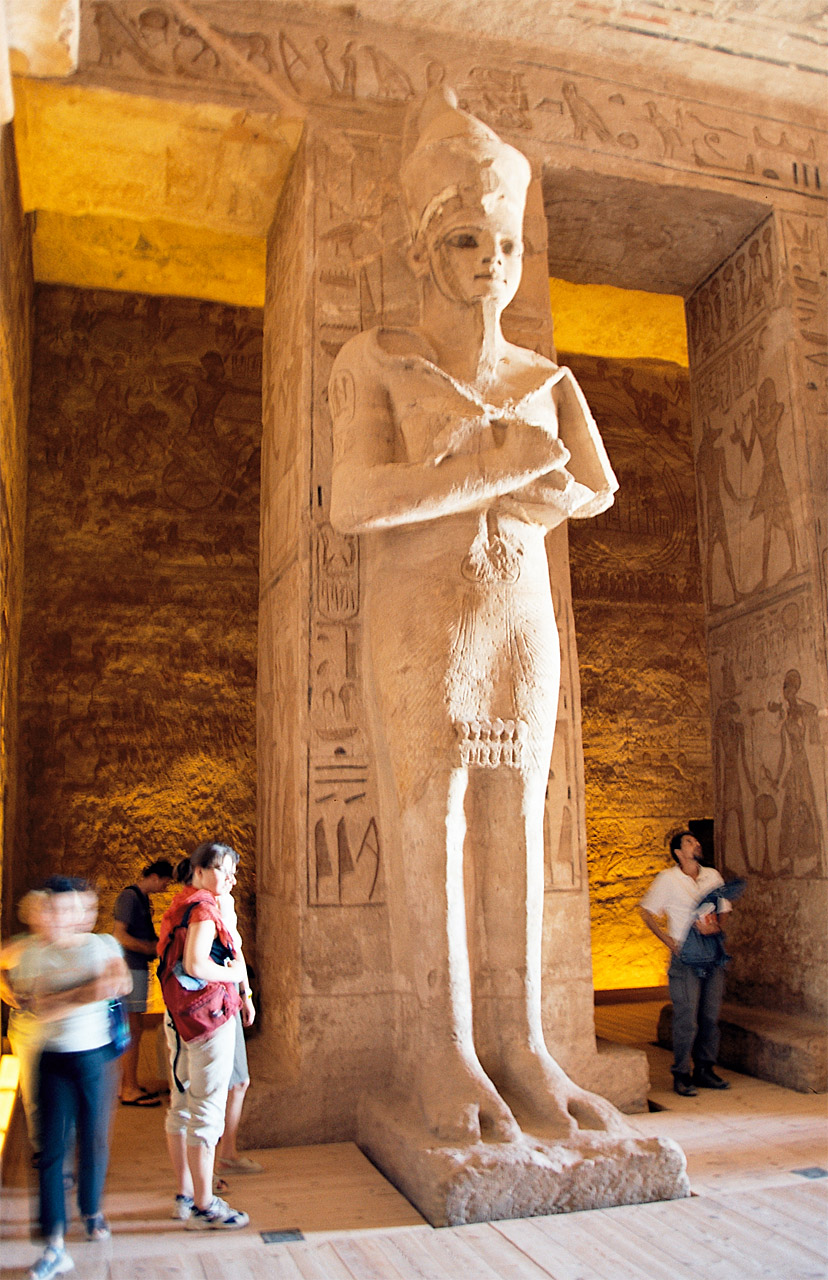
Estatua de Ramsés II en el interior de Abu Simbel.

El sucesor de Sethi I fue Ramsés II (1279-1213). Este, como su padre Sethy, apenas comenzado su reinado realizó expediciones en Asia. Fortaleció su posición en la zona de ocupación egipcia, y avanzó con su ejército hacia el norte. Su objetivo era reconquistar Kadesh e impedir una contraofensiva hitita. Fue emboscado en las cercanías de Kadesh por un ejército compuesto por hititas y tropas auxiliares de varias ciudades sirias, entre ellas la misma Kadesh, al mando del rey Muwatalli II de Hatti. 
Según la versión egipcia fue una victoria propia, y viceversa en la historia hitita. En todo caso no fue una victoria definitiva, y las respectivas esferas de influencia se mantuvieron aproximadamente como estaban; además, más tarde se selló un tratado de paz entre Ramsés y el sucesor hitita Hattusili III. De todos modos, lo más probable es que los hititas decidieran terminar la guerra por causa de la amenaza que significaba la expansión de Asiria, un reino del norte de la Mesopotamia. El mencionado tratado significó el fin de las pretensiones de Ramsés de extender aún más su imperio, tratando de igual a igual a su par hitita.
Al final del reinado de Ajenatón, el modelo religioso atonista estaba colapsado. En los reinados posteriores, el clero de Amón logró fortalecer su posición, especialmente en el sur, mientras una sucesión de reyes-militares (de Horemheb a Ramsés II) se ocupaban de la pacificación de las fronteras (Libia, y en especial Asia). Ahora bien, terminada la guerra contra los hititas, Ramsés II se propuso integrar política y culturalmente las posesiones asiáticas a Egipto. Su capital, Per-Ramsés, estaba situada en la frontera de Asia y África, en el mismo emplazamiento que Avaris, la antigua capital de los hicsos, o en sus cercanías, en donde convivían egipcios y semitas. 
Según el libro del Éxodo, los israelitas fueron empleados en su construcción, así como en la ciudad de Pitom, situada está en la misma región, aunque más al sur. Así mismo, fomentó la asimilación de los dioses asiáticos con los egipcios, por ejemplo Seth, un dios de la guerra originario del Alto Egipto, había sido relacionado desde los tiempos hicsos con Baal, el dios cananeo de las tormentas. Sabiendo que esta relación persistía, Ramsés elevó a Seth a la categoría de dioses como Ptah, Ra o Amón (Amón-Ra); incluso Seth formó parte de los nombres de dos faraones de la época Ramésida (Sethi I y II). Esto concuerda además con el carácter militarista de la dinastía Ramésida, ya que Seth era un dios guerrero.
Ramsés hizo construir y restaurar muchos templos en Tebas (Luxor y Karnak), en la capital, Per-Ramsés, y en Nubia. El templo más destacado es el de Abu Simbel (Nubia), erigido en su honor; era una forma de mostrar su poder en dicho esta región. Su interés por Nubia —así como el de sus predecesores Horemheb y Sethi I— se manifestó con la construcción de templos dedicados a Amón en Napata, centro nubio del culto a dicho dios.
Ramsés II murió en 1213, tras 66 años de reinado (el segundo más extenso del Antiguo Egipto), y lo sucedió su decimotercer hijo, Meremptah (1213-1203), que reinó alrededor de diez años. En los próximos veinte años se sucedieron reyes de los que poco se sabe, y por último Sethnajt se hizo con el poder, inaugurando la XX dinastía. El período posterior a la muerte de Ramsés II está signado por la aparición de nuevos pueblos extranjeros, conocidos en Egipto como Pueblos del Mar.

### LosPueblos del Mar
Durante los siglos XIII, XII y XI toda el área del Cercano Oriente y la cuenca oriental del Mediterráneo sufrió importantes procesos de movimientos de pueblos, acompañado de la crisis y en muchos casos destrucción de los grandes centros urbanos de la Edad del Bronce. Fue un período de crisis y transformación del que se tienen pocos datos, por lo que se conoce como Edad Oscura. Sus causas son complejas y no hay acuerdo sobre ellas. Este es solo un resumen de algunas de ellas, y del desarrollo del proceso.
Egipto y Hatti se dividían pacíficamente el Levante y mantenían una relación cordial. La situación era estable para Hatti, hasta que perdió su fuente de cobre en manos del reino de Asiria. Recordemos que a partir de cobre y estaño se produce el bronce. Esto llevó a Hatti a la conquista de Chipre, gran productor de cobre, chocando entonces con los intereses comerciales de los aqueos, quienes formaban pequeños reinos de carácter naval, comercial y militar en lo que sería Grecia. Esto provocó una serie de guerras entre Hatti y los aqueos. Paralelamente, Hatti obstaculizó el comercio de los aqueos con sus posesiones del Levante (es decir que realizó un embargo comercial contra los aqueos), siendo secundado por sus aliados egipcios.

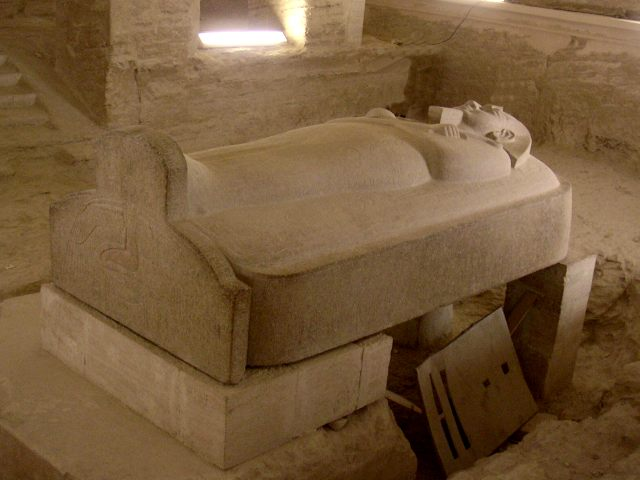
Sarcófago de Merenptah, tumba KV8, Valle de los Reyes.

Todo esto provocó la decadencia del comercio marítimo y potenció el proceso de inclinación a la piratería y al saqueo de ciudades costeras que se desarrollaba desde antes. Las víctimas se veían obligadas a huir al interior o dedicarse a la piratería. Las ciudades de Tarso y Ugarit, vasallas de los hititas, fueron saqueadas. Hatti fue duramente atacado, llegando a tener que recibir donaciones de trigo del faraón Merenptah (1213–1203), hijo y sucesor de Ramsés II.
De hecho, en el reinado de Merenptah se llevó a cabo la primera invasión de los pueblos del mar, cuyos principales grupos eran teresh, shardana, ekwesh, sheshelesh y lukka. Algunos de los pueblos del mar son mencionados ya en las Cartas de Amarna de los reinados de Amenhotep III (1390-1352) y Akhenatón (1352-1336). Los shardana habían sido derrotados en la zona del delta por Ramsés II a comienzos de su reinado, y habían sido reclutados como soldados mercenarios y guardias del faraón. Los lukka eran vasallos de los hititas y habían luchado en la batalla de Kadesh contra Ramsés II. Los pueblos del mar atacaron el Bajo Egipto en coalición con libios; de hecho algunos creen que para esta época muchos grupos emparentados con los Pueblos del Mar se habrían establecido en Libia. La coalición fue derrotada por Merenptah.

### Ramsés III y la dinastía XX
Si bien Egipto fue uno de los pocos estados que resistió a las invasiones de los Pueblos del Mar, y el reinado de Ramsés III fue el más largo y estable de su época, los síntomas de desorden se hacen evidentes en sus últimos años. En primer lugar una crisis económica: malas cosechas, dificultades para el comercio internacional y pérdida de los tributos de las posesiones asiáticas. Este fue uno de los períodos de más saqueos de tumbas reales, y todo hace sospechar un ambiente de pobreza general. Una fuente detalla la primera huelga registrada de la historia, llevada a cabo por los artesanos de un templo en la zona de Tebas: reclamaban mayores raciones de comida. Además relata como uno de los líderes de la huelga llegó al cargo de visir, como las huelgas continuaron y como dicho visir se vio implicado en un intento fallido de asesinato del faraón, ya este último de edad avanzada. Según parece, Ramsés III fue finalmente asesinado en otra conspiración. 
Durante los próximos treinta años el trono fue ocupado por reyes débiles, llamados asimismo Ramsés. La adopción por parte de Ramsés III de dicho nombre hace alusión al intento de restauración del modelo de gobierno de los tiempos de Ramsés II. Las décadas siguientes están signadas por la disputa entre el clero de Amón en Tebas y la monarquía. Acaso la nueva ascensión de Amón en Tebas tuvo que ver con la decadencia del delta, debido a las continuas invasiones. Así mismo, cobran importancia los mercenarios libios. Es interesante ver como los libios, a pesar de haber sido derrotados a principios del reinado de Ramsés III, entraron en Egipto de todas formas, estableciéndose en la margen derecha de la desembocadura más occidental de delta: los llamados "grandes jefes de los Mashauash".

### La guerra de los Impuros
El conflicto se intensificó en las décadas siguientes. Estalló la guerra de los Impuros, como la llamaban los tebanos, una especie de guerra santa entre rebeldes sethianos (seguidores del dios Seth) de Heliópolis, una ciudad sagrada del Bajo Egipto, apoyados por asiáticos, contra el Sumo sacerdote de Amón en Tebas. Los monarcas, sin poder real, se mantuvieron al margen, hasta que un Sumo Sacerdote intentó realizar un golpe de Estado. El faraón logró destituirlo, y lo reemplazó por un general mercenario libio, Herihor. Él y su pariente Esmendes derrotaron a los "impuros", y luego sucedieron a Ramsés XI (1099-1069). Esmendes se proclamó faraón en Bajo Egipto, mientras que Herihor se convirtió en soberano independiente en el sur, aunque ostentando únicamente el cargo religioso. Esta división marca el comienzo del Tercer periodo intermedio de Egipto.

## Cronología del Imperio Nuevo
Cronología estimada por los siguientes egiptólogos: 
- Primer faraón: Ahmose
  - 1570-1546 (Wente)
  - 1569-1545 (Redford)
  - 1554-1529 (Parker)
  - 1552-1527 (Hornung)
  - 1552-1526 (Grimal)
  - 1550-1525 (Reeves, Arnold, von Beckerath, Shaw, Kitchen)
  - 1549-1524 (Dodson)
  - 1540-1525 (Malek)
  - 1540-1515 (Aldred)
  - 1539-1514 (Krauss, Murnane)
  - 1530-1504 (Helck)

- Último faraón: Ramsés XI
  - 1114-1087 (Gardiner)
  - 1112-1085 (Drioton)
  - 1111-1081 (Redford)
  - 1105-1076/70 (Helck)
  - 1103/1099-1070/69 (von Beckerath)
  - 1100-1070 (Arnold)
  - 1099-1069 (British Museum, Málek, Shaw)
  - 1098-1069 (Grimal)
  - 1094-1064 (Dodson)

- Véase: Cronología del Antiguo Egipto

### General
- J. Baines (1993): Egipto: dioses, templos y faraones, vols. I y II, ed. Folio. ISBN 84-7583-356-X ISBN 84-7583-357-8

### Guerra Hatti-Egipto
- J. Canseco Vicourt (1996): "La batalla de Kadesh", en RESME I, vol-4.
- M. Liverani (1995): El Antiguo Cercano Oriente: historia, sociedad y economía.
- M. Roaf (1993): Mesopotamia y el Antiguo Oriente Medio.

### Pueblos del Mar
- A. Killebrew (coord.): The Sea Peoples and the Philistines.
- C. Moreau (2003): "Los Pueblos del Mar y el trasfondo histórico de la Guerra de Troya", en Mediterranean Archaeology, pp. 107-124.
- N. K. Sandars (1980): "Los Pueblos del Mar", en A. Cotte Rell (coord.) Historia de las civilizaciones antiguas.

### Amenhotep III, Ajenatón y el Período Amarna
- J. Fletcher (2000): El rey sol de Egipto: Amenhotep III.
- G. Gentoso Singer (2003): "La iconografía de Aton en el Egipto de la dinastía XVIII y su relación con la ideología amarniana", en Transoxiana 6.
- N. Reeves (2002): "Akhenaton y los faraones de Amarna: una nueva visión" (conferencia, Madrid).